# Źródło Miłości w Rodakach

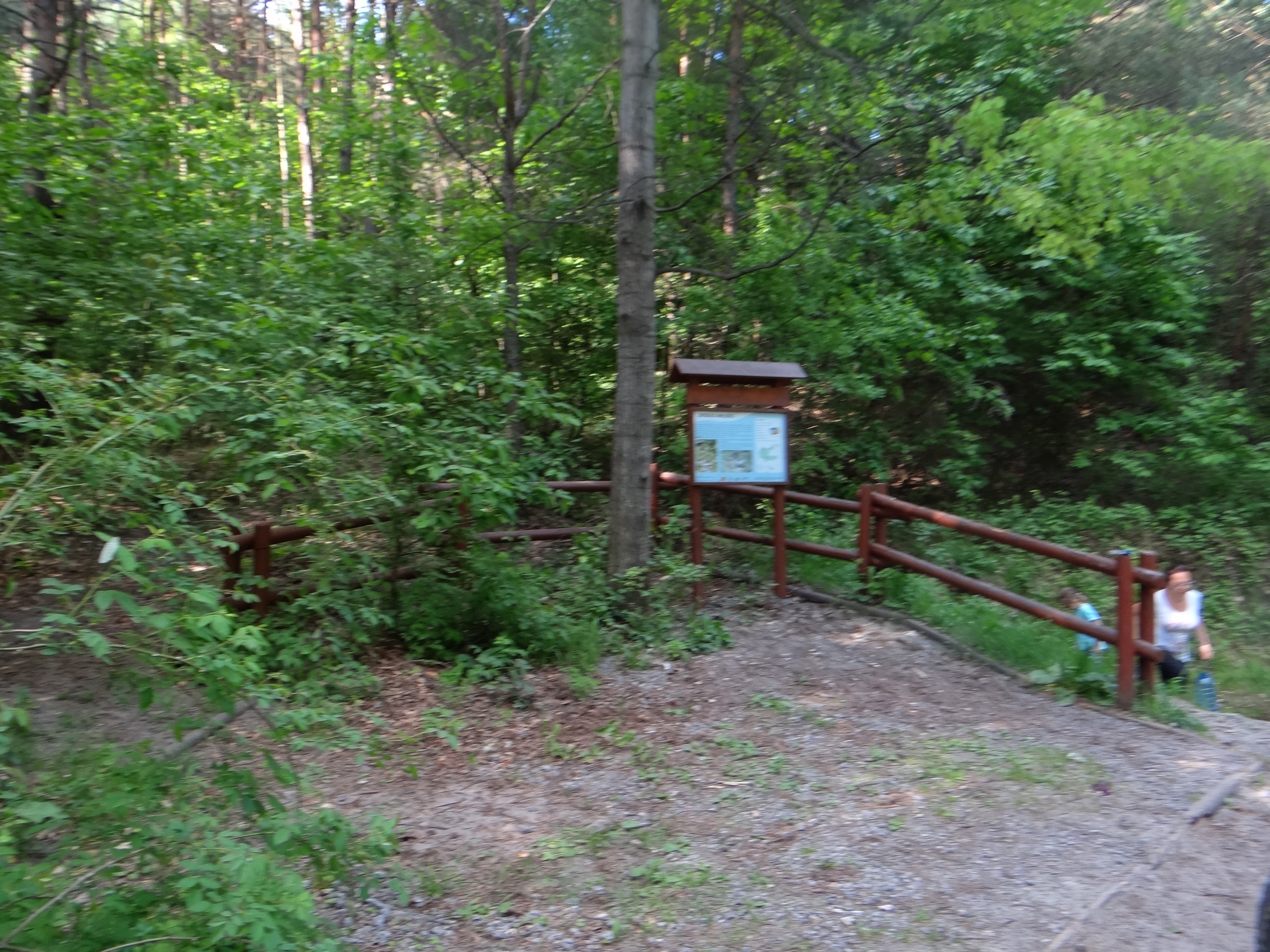
Źródło Miłości

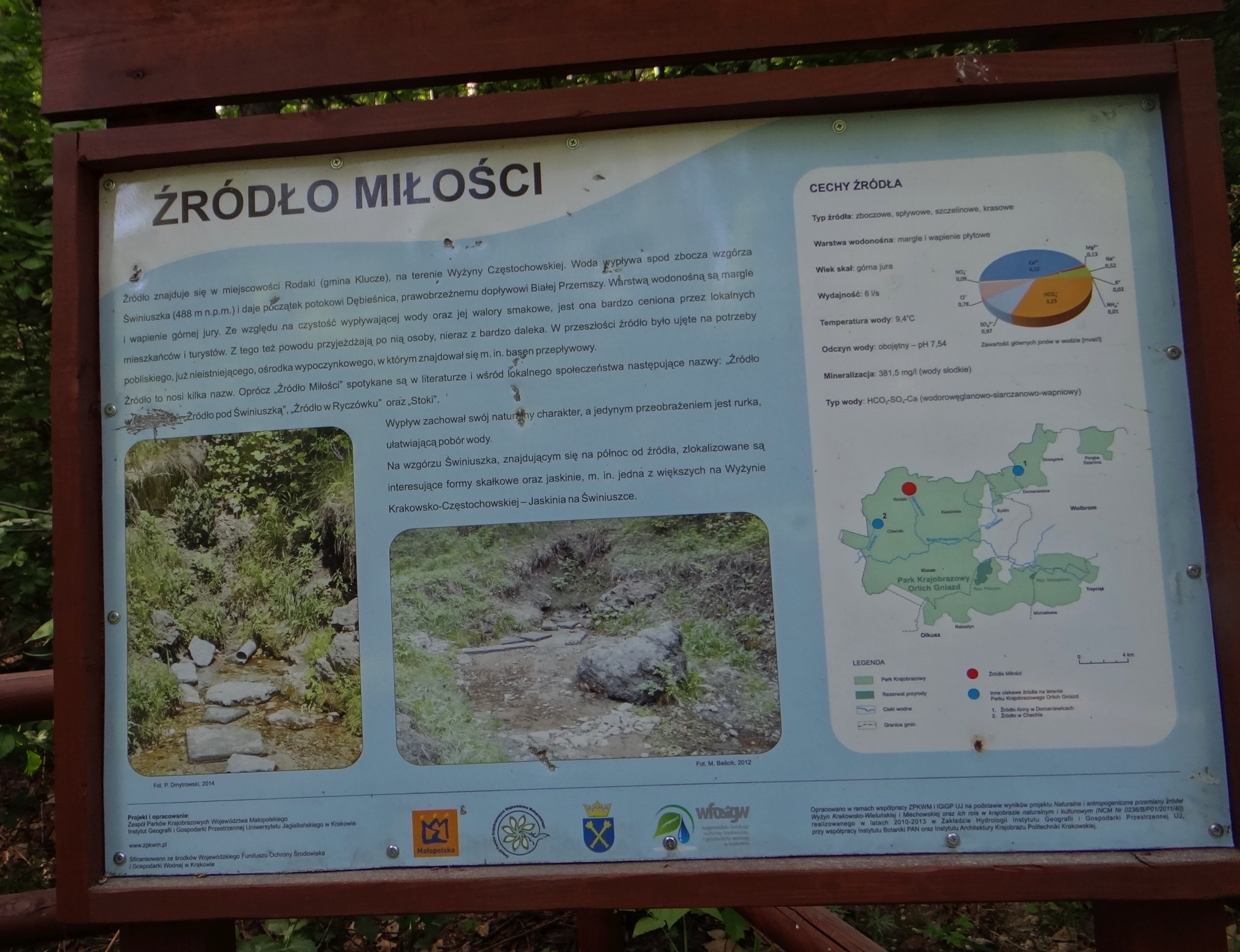
Tablica informacyjna przy źródle

Źródło Miłości – źródło wypływające u południowo-zachodnich podnóży wzniesienia Świniuszka (488 m) na Wyżynie Częstochowskiej wchodzącej w skład Wyżyny Krakowsko-Częstochowskiej. Znajduje się we wsi  Rodaki w województwie małopolskim, w powiecie olkuskim, w północnej części gminy Klucze, w lesie po wschodniej stronie drogi wojewódzkiej nr 791 Olkusz – Zawiercie. Daje początek potokowi Dębiesznica (przez miejscową ludność zwanym rzeką Minóżka). Jest on prawym dopływem Białej Przemszy.
W różnych źródłach źródło to ma także inne nazwy: „Źródło pod Świniuszką”, „Źródło w Ryczówku”, „Stoki”. Woda wypływa z warstwy wodonośnej margli i wapieni pochodzących z późnej jury. Charakteryzuje się dobrymi walorami smakowymi i dużą czystością, co powoduje, że przez okolicznych mieszkańców często jest pobierana do celów pitnych bezpośrednio ze źródła. Woda wypływa ze źródła w sposób naturalny, dla potrzeb mieszkańców zamontowano rurkę ułatwiającą napełnianie pojemników na wodę. Dawniej wodę tę pobierał nieistniejący już ośrodek wypoczynkowy i zasilała ona także jego basen.

## Właściwości źródła
- Cechy źródła: zboczowe, spływowe, szczelinowe, krasowe
- Wydajność: 6l/s
- Temperatura wody: 9,4 °C
- Odczyn wody: obojętny (pH 7,4)
- Mineralizacja: 381,5 mg/l (woda słodka)
- Typ wody: HCO3-SO4-Ca (wodorowęglanowo-siarczanowo-wapniowy)[3].